# Šesterečná soustava
Šesterečná, hexagonální soustava je jedna ze sedmi krystalografických soustav. Možné prvky souměrnosti jsou: šestinásobná osa souměrnosti (symbol 6), trojnásobná osa (3), maximálně šest dvojnásobných os (2), maximálně sedm rovin souměrnosti (m), střed souměrnosti (1) jako i jejich kombinace. Jako Bravaisova mřížka vystupuje pouze jedna. Existuje však nejednoznačnost v označení centrování, někdy se označuje jako bazicky centrovaná (C) a někdy jako primitivní (P). Za elementární oblast se totiž považuje pouze kosočtverečný hranol v podstatě jakoby 1/3 bazálně centrovaný.

## Typy mřížek

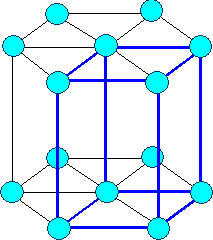
Hexagonální základní mřížka

Tato mřížka se většinou označuje za primitivní, i když je určitým způsobem centrovaná. V skutečnosti je elementární mřížkou modrý kosočtverečný hranol. Mřížka, která by neměla určitým způsobem centrování nemůže existovat. Jak by byl v středu šestiúhelníku vynechaný uzel tak výsledná mřížka by nebyla mřížkou. Jednotlivé uzly by neměly totožné okolí - co je nepřípustné.

## Výběr souřadnicové soustavy
Jako vertikála souřadnicové osy Z se vybírá šestinásobná osa (6), případně inverzní šestinásobná osa souměrnosti (6). Jak jsou na ni kolmé dvojnásobné osy, potom trojice z nich definuje souřadnicové osy X1, X2 a X3, případně je možnost vybrat tyto osy v směru rovin souměrnosti, nebo v směru chybějících dvojnásobných os souměrnosti a při nízké souměrnosti ne je výběr těchto os ničím vázaný.

## Krystalové tvary
V jednotlivých grupách jsou možné další tvary:
- 6/mmm - pinakoid, hexagonální prizma, hexagonální dipyramida, dihexagonální prizma, dihexagonální dipyramida
- 6/m - pinakoid, hexagonální prizma, hexagonální dipyramida
- 6mm - pedion, hexagonální prizma, hexagonální pyramida, dihexagonální prizma, dihexagonální pyramida
- 622 - pinakoid, hexagonální prizma, hexagonální dipyramida, dihexagonální prizma, hexagonální traperzoedr
- 6m2 - pinakoid, hexagonální prizma, hexagonální dipyramida, trigonální prizma, trigonální dipyramida, ditrigonální prizma, ditrigonální dipyramida
- 6 - pinakoid, trigonální prizma, trigonální dipyramida
- 6 - pedion, hexagonální prizma, hexagonální pyramida